# هیلاژ

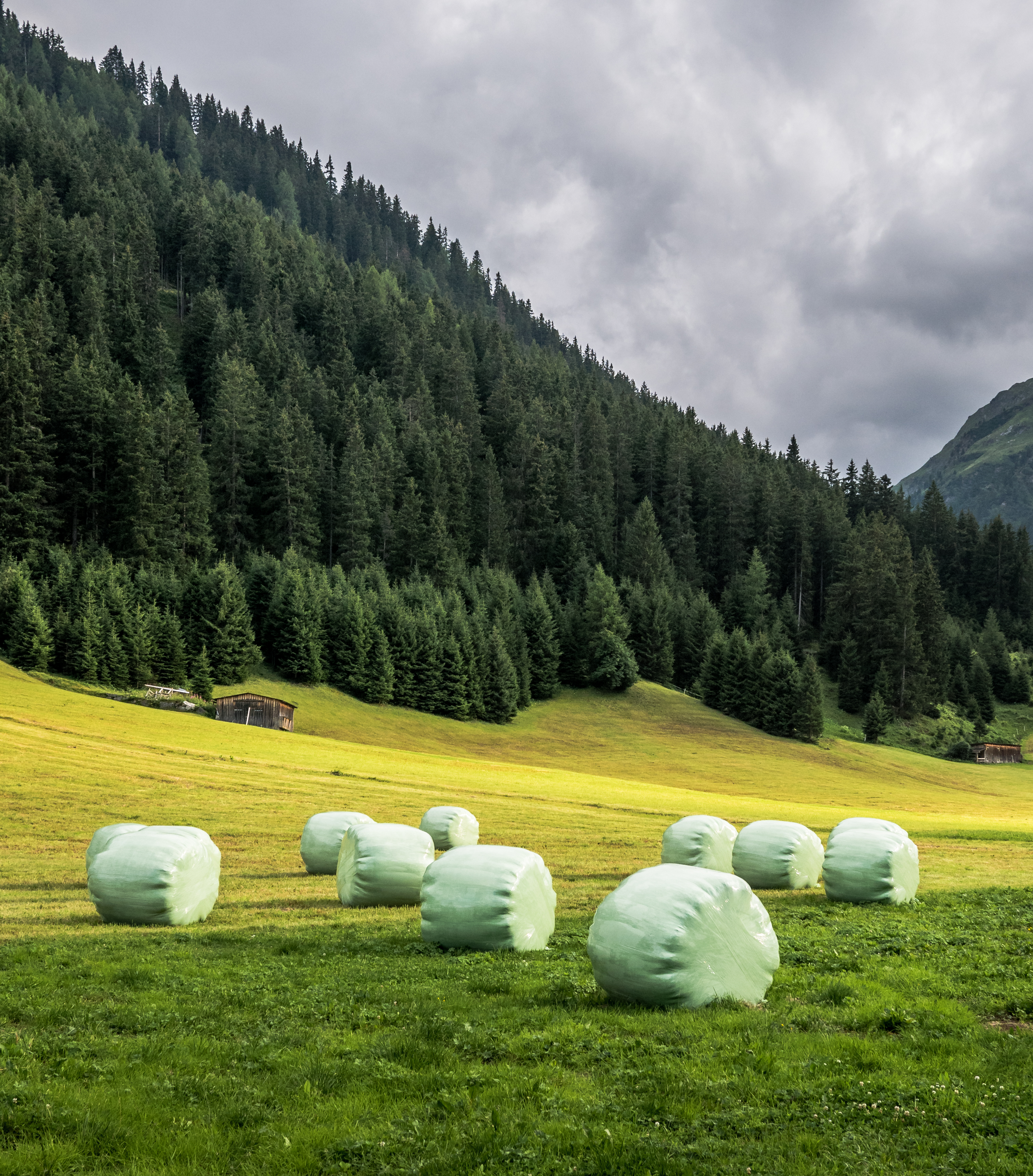
سیلا گرد هیلاژ در تیرول، کشور اتریش

هیلاژ (به انگلیسی Haylage) به فرآیند نگهداری علوفه به‌وسیله تخمیر (بدون اکسیژن anaerobic) گفته می‌شود. در این روش، علوفه (مانند یونجه یا ذرت) در محیطی بسته قرار می‌گیرد تا باکتری‌ها و مخمرها فرآیند تخمیر را انجام دهند. این فرآیند باعث حفظ مواد مغذی و طراوت علوفه می‌شود و معمولاً برای تغذیه دام‌ها در فصل‌های سرد یا زمان‌هایی که علوفه تازه در دسترس نیست، استفاده می‌شود. هیلاژ علوفه مزایای زیادی از جمله افزایش ماندگاری و ارزش غذایی دارد.

## میزان ماده خشک
میزان مناسب ماده‌ خشک در هیلاژ ۴۵ تا ۶۰ درصد است. این میزان در فرآوری سیلاژ متفاوت است. مواد خشک برای فرآوری هیلاژ ویژه اسب به مقدار ۶۰ تا ۷۰ درصد است.